# Maarhuis
Maarhuis is een historische boerderij en een streekje bij Godlinze, voor het eerst genoemd in 1523.